# Линч, Джордж
Джордж Линч (англ. George Lynch; 28 сентября 1954, Спокан, Вашингтон, США) — американский хард-рок и хеви-метал гитарист. Участник групп Dokken, Lynch Mob, Souls of We, T & N, Sweet & Lynch, KXM, The End Machine.

## Ранние годы
Джордж Линч родился 28 сентября 1954 года в городе Спокан, штат Вашингтон. Детские годы будущего музыканта прошли в Сакраменто, штат Калифорния. Джордж начал обучаться игре на гитаре в возрасте 10 лет. В начале карьеры Линч играл со своей первой рок-группой кавер-версии песен Black Sabbath. После переезда в Лос-Анджелес в 70-х годах работал преподавателем по игре на гитаре в музыкальной школе «Мусония», принадлежащей Долорес Роадс (матери Рэнди Роадса). По его словам за эту работу он взялся из эгоистических соображений, чтобы «делать деньги» и при этом иметь возможность по 6-7 часов играть на гитаре. Работая учителем, Линч учился сам, прежде всего теории музыки. До этого гитарист по собственному признанию играл «то, что приходило в голову» и при этом действительно не понимал и не мог объяснить, что он играл с точки зрения теории. Быстрый прогресс музыканта позволил ему к концу 70-х участвовать сразу в нескольких коллективах. В Лос-Анджелесе Джордж постоянно играл на сцене клуба L.A. с группами Sergeant Rocks, Xciter, The Boyz. На этой сцене он и познакомился с барабанщиком Миком Брауном и вокалистом Доном Доккеном. Их знакомство вылилось в формирование группы Dokken в начале 80-х годов.

## Карьера
Дебютный альбом Dokken Breaking the Chains вышел сначала на французском лейбле Carrere Records в 1981 году. Успех релиза позволил группе появиться в эфире немецкого ТВ-шоу Beat Club и дать ряд концертов в Европе. Через год альбом был переиздан в США. За ним последовали золотые альбомы Tooth and Nail 1984 года и Under Lock and Key 1985 года. В это время Dokken считались одной из самых многообещающих хард-рок групп, а Джордж стал «гитарным героем» по версиям многочисленных специализированных гитарных журналов. В 1987 году выходит ставший платиновым альбом Back for the Attack, а в 1988 году группа принимает участие в турне Monsters of Rock вместе с Van Halen, Scorpions и Metallica. В 1989 году Dokken номинируют на премию Грэмми в категории лучшее инструментальное рок-исполнение за композицию «Mr. Scary» с концертного альбома Beast From The East. Однако после этого, из-за личных разногласий Линча и Дона Доккена, группа распадается, и Джордж создает новый проект под названием Lynch Mob, в который приглашает вокалиста Они Логана и басиста Энтони Эспозито.
В 1990 году новая группа Линча выпускает альбом Wicked Sensation. Критики отмечали сходство Lynch Mob с Dokken, что помогло группе поймать волну коммерческого успеха. В 1992 году выходит второй альбом группы, названный Lynch Mob, а через год Линч выпускает свой первый сольный альбом Sacred Groove. В записи сольника принимали участие Мэтью и Гуннар Нельсоны из группы Nelson. В 1994 году по просьбе лейбла Джордж Линч и Дон Доккен урегулировали свои разногласия, приведшие к распаду Dokken, и группа воссоединилась. Однако долго в составе объединившихся хард-рокеров Джордж не задержался и, вновь поссорившись с Доном, покинул группу в 1998 году. В этот период Линч записал с Dokken акустический демо-альбом (1994), концертник One Live Night (1995), а также альбомы Dysfunctional (1995) и Shadowlife (1997).
В конце 90-х и на протяжении 00-х Джордж активно выпускал как сольные альбомы, так и альбомы с Lynch Mob. В 1999 году вышел альбом Smoke This от Lynch Mob, через год сольник Will Play for Food. В 2003 году вышел альбом Wicked Underground (совместный релиз Джорджа Линча и Джеффа Пилсона под именем Lynch/Pilson). В 2004 году музыкант выпустил сольный альбом каверов Furious George. В том же году журнал Guitar World представил свой рейтинг лучших метал гитаристов всех времен, где Джорджу отвели 47-е место. В 2008 году Линч вместе с вокалистом Лондоном ЛеГрандом (Brides of Destruction) создал проект Souls of We. Дебютный альбом нового коллектива получил название Let The Truth Be Known и вышел в том же году. Также в 2008 году был выпущен сольный альбом Линча Scorpion Tales (кавер-альбом на группу Scorpions), а в 2010 году вышел ещё один сольник музыканта под названием Orchestral Mayhem. Также в 2010 году Джордж исполнил гостевое соло на дебютном альбоме группы Killinger в композиции «Never Change».
В 2011 году Джордж совместно с Джеффом Пилсоном и Миком Брауном организовал проект T & N. Сначала музыканты планировали назвать группу Tooth & Nail (как один из синглов Dokken), но из-за споров с лейблом название пришлось сократить. Группа играла как оригинальный материал, так и материал Dokken в новом прочтении. Джордж старался отойти от образа и звучания «парня из 1987 года», но при этом найти баланс между старыми и новыми аранжировками песен Dokken, чтобы быть «принятым поклонниками». Роль главного вокалиста группы взял на себя Джефф, но группа привлекала к работе и много других вокалистов. В записи дебютного альбома принимали участие такие вокалисты как Дуг Пикник (King’s X), Тим «Риппер» Оуэнс (ex-Judas Priest), Сасс Джордан, Себастьян Бах, Роберт Мэйсон (Warrant). В концертных турах вокалистом группы был Майкл Свит (Stryper). В записи альбома также принял участие барабанщик Брайан Тичи (Whitesnake, Билли Айдол). Альбом получил название Slave to the Empire и вышел в 2012 году. На альбоме были подняты такие «большие» темы, как например религия и влияние СМИ на общественное мнение. В том же году Линч выпустил сольный альбом Kill All Control. Изначально гитарист планировал издать его как второй альбом Souls of We, но у Лондона ЛеГранда возникли проблемы с голосом. В результате Джордж привлек к работе вокалистов Уилла Мартена (Earshot), Марка Ториена (BulletBoys) и Кейта Сент-Джона (Montrose), а альбом включил в собственную дискографию. В записи альбома также приняли участие Джерри Кантрел (Alice in Chains), Адриан Ост (Powerman 5000), Фред Кури (Cinderella).
В 2012 году вышел EP от Lynch Mob под названием Sound Mountain Sessions. Релиз был записан «нетрадиционным способом» в горах к северу от Лос-Анджелеса в студии Sound Mountain. Альбом представлял собой смесь блюза и хард-рока и, по словам музыканта, на музыкальную составляющую альбома повлияло творчество Стиви Рэй Вона. Параллельно с участием в T & N Линч был также занят написанием музыки и саундтрека к фильму Shadow Nation: Under the Crooked Sky, а также был сорежиссером фильма. В то же время Джордж совместно с Дугом Пикником и Рэем Лузье (Korn) организовал проект KXM. По словам Линча новый проект отличался от всего, что музыканты делали раньше. Весь материал был написан в ходе совместных джемов, и ни одна из имевшихся у музыкантов до этого музыкальных наработок не была использована. «Мы просто репетировали в одной комнате, а затем включали микрофоны (для записи), когда у нас появлялась идея» — говорил Джордж. В 2014 году вышел дебютный альбом группы. Альбом занял 31 позицию в чарте Billboard 200. Еще одним релизом 2014 года с участием Джорджа был альбом Sun Red Sun от Lynch Mob.
В 2015 году Линч объединился с Майклом Свитом в супергруппу Sweet & Lynch. Кроме них в состав проекта вошли басист Джеймс Ломенцо (Megadeth, White Lion, Black Label Society) и барабанщик Брайан Тичи. Дебютный альбом группы вышел в том же году на лейбле Frontiers Records и получил название Only to Rise. В том же году Джордж организовал ещё два новых музыкальных проекта: фанк-группу The Infidels вместе с вокалистом Энджело Муром (Fishbone), басистом Панчо Томаселли (Tower of Power) и барабанщиком Кевином Муром и индастриал-группу Uni-mog. Кроме того, новый альбом вышел и у Lynch Mob. Релиз получил название Rebel, а в его записи принял участие Они Логан (который ушёл из группы в 2009 году), Шон Макнабб, Джимми Д’Анда, Брайан Тичи и Джефф Пилсон.
В 2016 году Dokken вновь воссоединились в классическом составе для мини-тура по Японии. По словам Линча, они сделали это отчасти ради денег, отчасти для подведения итога определённой части профессиональной жизни. При этом Линч утверждал, что «много лет выступал в поддержку воссоединения», хотя разногласия между Джорджем и Доном Доккеном не были улажены.
В 2017 году KXM выпустила второй релиз, названный Scatterbrain. По словам музыкантов, записан он был точно так же как и дебютник — в ходе джем-сессий. В том же году новый альбом вышел и у Lynch Mob, который получил название The Brotherhood. Оба альбома были выпущены на лейбле RatPac Records.
В 2019 году Линч, Пилсон, Браун и Роберт Мэйсон создали группу The End Machine и в марте того же года выпустили одноимённый дебютный альбом.

## Оборудование

### Гитары
В композиции «January» с дебютного альбома Souls of We Линч использовал гитару ’59 Fender Esquire.
Джордж является эндорсером гитар ESP. Причём более 20 лет Джордж являлся главным эндорсером данной компании. Впервые он заказал гитару в офисе ESP в 1985 году, а первыми результатами сотрудничества музыканта и фирмы стали гитары Kamikaze и Sunburst Tiger.. Сейчас у Линча есть своя фирменная линейка гитар от ESP. Так, например, для записей альбомов с KXM и T & N помимо гитар других производителей были задействованы ESP Tiger, ESP Tele, реплика Les Paul ESP и ESP Super V (собственноручно сделанный Джорджем модифицированный Flying V с датчиком P-90 в нэке и хамбакером PAF в бридже). А для записи дебютного альбома Souls of We использовалась в том числе ESP LTD Baritone Viper. Гитары Линча часто отличались интересными формами, расцветками и модификациями. Одна из его самых известных гитар представлена в форме искажённого скелета (англ. Skulls and Bones), которая была произведена мастерской JFrog, а позднее стала выпускаться ESP. Другие известные модели его гитар: M1-Tiger, the Purple Tiger, the Kamakazie, the Skulls and Snakes. Любимой гитарой Джорджа является ESP Tiger, также он выделяет ESP Super V.
 В 2009 году Линч самостоятельно занялся производством электрогитар, и запустил свою собственную линейку под брендом Mr. Scary Guitars. Все гитары данного бренда также отличаются причудливыми формами и расцветкой. В линейке выделяются несколько серий: Hunter, Burnt Tiger, Mullet, GL-54 Custom, Solcaster, Cryptus. Джордж надеется, что когда-нибудь объединит свой бренд Mr. Scary с брендом ESP.
Компания Tombstone выпускает подписные модели акустических гитар Джорджа Линча GL-J2E. Также в разные годы Линч использовал акустические гитары '63 Gibson Hummingbird и Ovation Graphite Top.

### Усиление
На первом релизе Souls of We гитарист использовал усилители Engl Powerball и ’68 Plexi Marshall, кабинеты Hiwatt, комбо Fender ’65 Super Reverb и басовое комбо ‘70s WEM Dominator.
С самого начала своей карьеры Джордж активно использует усилители компании Randall. Сотрудничество музыканта с компанией вылилось в разработку нескольких усилителей серии RG. Первым усилителем Джорджа от Randall была модель RG80. С 2013 года Линч совместно с сотрудником компании Майком Фортином разрабатывает дизайн 50-ваттной головы на основе персонализированной головы из личной коллекции Джо Делани. На данный момент Randall выпускает подписную модель головы Джорджа Линча, а также ранее выпускала именной комбо Randall LB15, ныне снятый с производства. Помимо этого компания выпускает «боксы Линча» (англ. Lynch Box) RM50LB — стэк из именной головы и кабинета Randall 4x12. В «боксах Линча» устанавливаются именные динамики Джорджа G12 — 50GL Lynchback. Данные динамики были разработаны компанией Celestion в 2010 году по заказу музыканта и впервые представлены публике на выставке NAMM в феврале 2011 года. Randall Lynch Box RM50LB — любимый усилитель Джорджа. Также музыкант выделяет из прочих усилитель ‘60s Magnatone за его чистый звук, и часто миксует его звук со звуком «бокса Линча».
В начале 90-х на концертах Джордж использовал усилители Engl и Soldano, и кабинеты Marshall. При этом эффекты он включал только через усилитель Soldano, мотивируя это тем, что Engl обладает лучшим сустейном и верхами, и эффекты для него просто не нужны. Усилители Soldano также использовались Линчем на первых записях Lynch Mob. В ранние годы с Dokken Джордж пользовался усилителями Marshall, из которых чаще всего Линч упоминает ’68 Plexi Marshall. В начале 00-х гитарист играл через Bogner Uberschall, Peavey Triple XXX и спикерсимулятор Palmer. Также музыкант пользовался Vintage Park 75. Гитарист утверждает, что любит экспериментировать с усилителями и кабинетами, создавая разные вариации стеков. «Новый усилитель или педаль может полностью изменить мою вселенную», — говорит музыкант.

### Эффекты
Джордж тесно сотрудничает с фирмой Morley, производящей гитарные педали. Так музыкант самостоятельно разработал трехпозиционную гитарную педаль «Tripler», которая позволяет подключить одну электрогитару к трем различным усилителям в любых комбинациях (один из трех, два из трех либо все три одновременно) . Также Morley выпускают именную «вау-вау» педаль Джорджа George Lynch Dragon 2 Wah и ее мини-аналог Mini George Lynch Dragon 2 Wah.
Гитарист очень любит экспериментировать со старыми моделями педалей. Он является партнером компании Tone XTC, в том числе выпускающей винтажные или «состаренные» модели педалей эффектов и усилителей, а также партнером Dangerous guitars, снимающим учебные видео для гитаристов. Благодаря этим связям, музыкант опробовал множество винтажных экземпляров, записывал видео с ними. Так, например, в коллекции эффектов Джорджа имеются педаль B9 Electro-Harmonix organ machine, эмулирующая орган Хаммонда, и педаль Ventilator, эмулирующая роторный эффект 122 Leslies.
Первой педалью Линча была дисторшн-модель Jordan BossTone. Однако музыкант никогда не использовал её для записи, хотя хранит до сих пор. В 90-е годы Джордж использовал на концертах эффекты хорус ADA Digitizer Chorus и дилэй Roland SDE-3000, единожды октавер BOSS OC-2. В начале 00-х — процессоры Line 6 Pod и Dunlop TalkBox. В собственной большой коллекции эффектов музыкант также выделяет дилэй T-Rex Replica, овердрайвы Ibanez TS-8 и HBE ParaDrive, фэйзер MXR Phase 90, вибрато Fulltone Mini DejaVibe и процессор Zoom G2G.

### Прочее
У Линча есть именная модель звукоснимателей от Seymour Duncan, который называется «Screamin’ Demon». Также Линч сотрудничал с компанией Dean Markley, которые по заказу Джорджа выпускали струны с высоким содержанием никеля. Комплект таких струн выпускался толщиной 11-42, а проектировать их Джордж помогал лично. При настройке гитары Джордж увеличивает высоту тонких струн и понижает высоту толстых струн. Среди медиаторов Джордж выбирает Dunlop Ultrex 0.73, но говорит, что может играть и пальцами, и мелкими металлическими предметами (например, монетами).
Джордж предпочитает кабели фирмы Zoella. Музыкант считает, что беспроводная коммутация не даёт хорошего звука, поэтому пользуется проводами. Тем не менее в 90-х Джордж приобрёл за 4500 долларов беспроводную систему Bradshaw, но по собственным словам не стал её использовать.

## Влияние и предпочтения

### Влияния
Джордж утверждает, что занялся музыкой под впечатлением от появления The Beatles (в 1964 году). В первые годы музыкальной жизни на Джорджа оказали влияние такие гитаристы как Джордж Харрисон, Джими Хендрикс, Джефф Бек, Алан Холдсворт, Лесли Уэст, Фрэнк Марино, Ян Аккерман, Михаэль Шенкер и Эдди Ван Хален. Также музыкант в разных интервью упоминал о влиянии на него Эрика Клэптона и Джимми Пейджа, а вместе с Хендриксом и Беком называл их «четыре всадника».
В детстве Джордж стал поклонником Black Sabbath, и даже играл каверы на их песни в начале карьеры, а в его доме висел плакат Black Sabbath. Гитарист даже называл Black Sabbath «первой метал-группой» для себя, а риффы и композиционное мышление Тони Айомми по словам Линча «не имели себе равных». Позднее Джордж вместе с Рэнди Роадсом проходил прослушивание на должность гитариста в сольный проект Оззи Осборна. При этом Линч говорит, что не был другом Рэнди, а скорее они были «случайными знакомыми». «У нас было взаимное уважение» — утверждал Джордж, но не более того. Тем не менее, Линч давал высокую оценку композициям Рэнди после того, как именно Роадс присоединился к группе Осборна. «Я не понимал, насколько глубокой была его игра, пока он не уехал в Англию и не сделал записи с Оззи» — вспоминал Линч. После того как Роадс уехал в Англию работать с Осборном, Линч забрал себе учеников Рэнди (оба преподавали в школе Мусония). Линч иронизировал по этому поводу: «Это был мой утешительный приз». Позже в 1982 году Джордж повторно пытался получить место в команде Оззи, но проиграл Джейку И Ли.
Джордж утверждает, что завидует многим гитаристам, так как они играют «или богаче, или лучше». Среди них он называет Расса Перриша (Steel Panther), Фредрика Тордендаля (Meshuggah), Винни Мура, Эдди Ван Халена, Ричи Самбору. Джордж меломан и может назвать много групп, которые вдохновляют его. В «сокращенном списке» он выделяет Mudvayne, Nickelback, Tool, Deftones, Filter, Radiohead, Fugazi, Rage Against the Machine, Cypress Hill, Outkast, Айс Кьюба.

### О работе в Dokken
Несмотря на то, что известным Джорджа сделало его участие в Dokken, он ненавидел «все то, что сделало Dokken популярным и знаменитым» коллективом: баллады, стиль одежды, прически и многое другое. «Я притворялся … мое сердце было не там», — говорил Джордж. При этом Линч не пытался изменить все эти вещи, так как считал, что это пойдёт во вред группе. «Я ошибаюсь большую часть своего времени» — говорил гитарист, когда его спрашивали, почему он не пытался продвигать идеи, которые нравились лично ему, и даже шутил, что людям надо послушать его мнение и сделать наоборот. Кроме того, Линч абсолютно не ладил с вокалистом группы Доном Доккеном и даже называл его «патологическим лжецом». «Дон говорил, что я не участвовал в записи альбомов, на которых играл именно я. Что за глупость?» — утверждал Джордж. Кроме того, по словам гитариста, Дон часто заводил разговор о воссоединении Dokken, но в качестве «приманки» для слушателей. «Он позволял людям поверить что там (на концерте) будет воссоединение. Приходят толпы народа, а воссоединения нет», — вспоминал музыкант. Кроме этого, по словам Джорджа жадность Дона стала причиной распада группы на пике популярности. Музыкант утверждает, что в 1988 году Дон просто собрался забрать все заработанные группой деньги и сбежать. Джордж говорил, что у группы была хорошая основа, были музыкальные успехи, музыканты вели разгульный образ жизни, но вряд ли были счастливы. «Быть в Dokken, словно быть в плохом браке», — подытоживал гитарист. Несмотря на популярность и группы, и подобного стиля в 80-х годах, журнал Guitar World поставил Джорджа на десятую строчку в рейтинге гитаристов с самым плохим имиджем. Из положительных моментов периода нахождения в Dokken Джордж называет работу в студии и ранние туры по Европе и Японии.

## Техника игры и процесс работы над музыкой
Ещё до того, как вступить в состав Dokken, Джордж стал довольно известным в узких кругах за счёт своей техники легато. Его фирменным элементом было использование «готической октавы» (гаммы). Также гитарист Марк Кендалл утверждает, что Джордж стал использовать технику тэппинга (с двумя руками) раньше, чем её стал практиковать Эдди Ван Хален. Также слушатели часто выделяют в игре Джорджа его бенды, вибрато и выбор нот. Сам музыкант утверждает, что в процессе обучения часто отходил от общепринятых канонов в технике, например, играл гаммы не теми пальцами.
Джордж утверждал, что стал «шреддером», только чтобы стать известным музыкантом, так как в 80-х годах был популярен шред. Но у него не было энтузиазма ни к данному музыкальному жанру, ни к скоростной «спортивной» технике игре на гитаре. Поэтому Линч считает, что появление гранжа в начале 90-х годов, потеснившего хэйр-метал, было замечательным явлением. «Это был процесс эволюции» — вспоминал гитарист, и сравнивал гранж с музыкой 60-х годов. В 60-х «группы говорили о важных вещах, стремились к переменам», а многие хэйр-метал группы были «поверхностными, смотрелись глупо, у них были ужасная лирика и гитарные соло», отмечал Линч. Ему также нравилось, что в 60-70-х годах гитаристы не стремились копировать друг друга, а обладали своим уникальным звучанием. С появлением же шреда все гитаристы стали стремиться копировать технику и звучание Ван Халена, Ингви Мальмстина и других. Сам Джордж говорит, что тоже был очень впечатлен, когда впервые услышал Ван Халена, но не пытался подражать ему, а только перенимал его технику и звук, играя при этом по-своему. Джордж не считает себя «гитарным героем», так как этим термином часто награждают только шредеров. «Во всех жанрах были великие гитаристы. Это всё субъективно. Думаю, что в других стилях есть гитаристы, которые гораздо лучше меня. Все зависит от ваших вкусов» — замечал Джордж.
Все свои музыкальные идеи гитарист записывает на iPhone, и собирает в папку на компьютере. Так формируется архив риффов, которые Джордж затем использует в проектах, где участвует. Может пройти много времени, прежде чем Линч использует тот или иной рифф в своих композициях. Джордж утверждает, что не тренируется постоянно, и это только помогает ему совершенствоваться в своей игре на гитаре. Каждый раз после больших перерывов в игре он открывает в себе новые возможности, его игра ускоряется. При этом гитарист замечает, что уже не видит смысла в том, чтобы поддерживать свой высокий уровень техники игры на гитаре также рьяно, как в 80-х годах, но утверждает, что снова и снова «изобретать» свой стиль — это болезненно и сложно. По словам Джорджа у него нет любимого стиля музыки, и он слушает всё подряд.
Джордж часто работал с барабанщиком Миком Брауном. Они вместе были членами оригинального состава Dokken, также играли вместе в группах Lynch Mob и T & N, основанных Линчем. Однако Джордж отмечал, что их совместное участие во многих проектах лишь «вопрос логистики и планирования». «Мик хорошо вписывается в эту группу [Dokken], а по совместительству хорошо подходит в T & N» — объяснял Линч. Другого участника «золотого состава» Dokken, басиста Джеффа Пилсона, Линч также пригласили в T & N, поскольку считает его своим «единомышленником в лирическом плане и мировоззрении».

## Кинематограф
В составе Dokken музыкант записал саундтрек к фильму Кошмар на улице Вязов 3: Воины сна. Композиция «Dream Warriors» вышла синглом в 1987 году и была включена в альбом Back for the Attack того же года.
Линч принял участие в создании документального фильма Shadow Nation: Under the Crooked Sky. При этом он не только написал музыку и саундтрек к фильму, но выступил сорежиссёром проекта. В центре сюжета путешествие музыкальной группы по индейским резервациям, исследование образа жизни коренных американских индейцев. Музыкант ездил со съемочной группой по местам обитания коренных американцев на протяжении пяти лет. Специально для фильма гитарист создал музыкальную группу George Lynch’s Shadowtrain. Официальный саундтрек вышел под именем этой группы. Запись проходила в резервации Пайют. В группе помимо Джорджа состояли барабанщики Винсент Никастро (также сорежиссёр фильма) и Джимми Д’Анда, басист Гейб Розалес, клавишник Донни Дикман и вокалист Грег Аналла. Саундтрек состоял из 18 треков и был выпущен на двух дисках на лэйбле RatPac Records. В фильме также принимали участие Тед Ньюджент, Серж Танкян, Том Морелло, кроме того поэт Джон Труделл и философ и активист Ноам Хомский. Продюсером фильма выступил Марк Маклафлин. Бюджет фильма частично был собран за счет пожертвований через сайт Indiegogo. Каждый зритель, который внёс некую сумму денег в бюджет, в зависимости от величины своего вклада получал медиаторы с автографом Линча, или CD-диск с саундтреком к фильму, или футболку c оригинальным рисунком. Кроме того можно было получить ноты к музыкальным композициям, представленным в саундтреке, индивидуальный урок на гитаре от Джорджа, гитару с подписями музыкантов и других создателей фильма или увидеть своё имя в финальных титрах. Фильм вышел в 2015 году. Деньги, вырученные от продажи фильма и сопутствующих товаров, были направлены на благотворительность компании Sacred Tower, которая занимается производством панелей, поглощающих солнечную энергию. По словам Джорджа «там, где живут бедные люди», часто размещают электростанции (использующие иные источники энергии), которые могут отравить местную экологию. Создатели фильма хотели привлечь внимание людей к этой проблеме и поспособствовать переходу производственных сооружений на использование солнечной энергии. Часть средств была направлена на открытие музыкальных школ «Музыка — это лекарство» (англ. Music is Medicine).

## Прочее
Джордж непосредственно участвует в технологическом процессе производства гитар собственного бренда Mr. Scary, опираясь на свои умения и имеющееся у него производственное оборудование. В частности Линч занимается резьбой и намотками, но и весь процесс производства ему не чужд. Технологическим процессом производства гитар музыкант интересовался с детства, но занялся этим серьёзно после операции на спине, потому что был прикован к инвалидной коляске, был расстроен, и искал отдушину. В этот момент был выпущен ограниченный тираж гитар с отпечатками его ладоней, и Джорджа попросили подписать эти инструменты. Гитарист оценил креативность производителей и задумался о том, чтобы «делать с гитарами что-то художественное». Процесс производства Линч освоил сам. Сначала он тренировался на гитарах ESP, делая в основном косметические изменения, а потом методом проб и ошибок начал создавать собственные гитары. Музыкант делает их у себя на заднем дворе, по собственному признанию около десяти штук в год. Самой сложной моделью своей линейки гитар Линч называет Snake Charmer. В производстве этой модели Линч использует змеиную кожу, которую умеет правильно разделывать. Джордж очень полюбил процесс создания гитар. «Это почти как медитация, когда ты теряешь чувство времени и пространства…», — описывает свои ощущения Линч.
Музыкант живет в Калифорнии в доме недалеко от пустыни Мохаве. Там у Джорджа есть собственная музыкальная студия. Джордж женат, у него шестеро детей и пять внуков. Хотя его жена не является менеджером музыканта, Линч утверждает, что именно она держит под контролем всю его жизнь и карьеру.
Джордж частый гость музыкальных выставок, в особенности NAMM. Он разработал собственный учебный гитарный сайт, который называется Guitar Dojo. Кроме гитары музыкант профессионально играет на пластмассовой флейте Tonette. Линч утверждает, что следит за политикой, а также считает себя атеистом. Помимо музыки гитарист очень увлекается бодибилдингом.

## Дискография
| Dokken - Breaking the Chains (1983) - Tooth and Nail (1984) - Under Lock and Key (1985) - Back for the Attack (1987) - Beast from the East (1988) - One Live Night (1995) - Dysfunctional (1995) - Shadowlife (1997) - The Definitive Rock Collection (2006) - From Conception: Live 1981 (2007) Lynch Mob - Wicked Sensation (1990) - Lynch Mob (1992) - Syzygy (1998) - Smoke This (1999) - Evil: Live (2003) - REvolution (2003) - REvolution: Live! (2006) - Smoke and Mirrors (2009) - Sound Mountain Sessions (2012) - Live from Sugar Hill Studios (Unplugged) (2013) - Sun Red Sun (2014) - Rebel (2015) - The Brotherhood (2017) Соло - Sacred Groove (1993) - Live in Florida (1999) - Will Play for Food (2000) - Stonehouse (2001) - The Lynch That Stole Riffness! (2002) - Furious George (2004) - The Lost Anthology (2005) - Scorpion Tales (2008) - Orchestral Mayhem (2010) - Kill All Control (2011) - Legacy (EP) (2012) - Shadow Train (2015) | Xciter - Xciter (2006) Souls of We - Let the Truth Be Known (2008) T & N - Slave to the Empire (2012) KXM - KXM (2014) - Scatterbrain (2017) - Circle of Dolls (2019) Sweet & Lynch - Only to Rise (2015) - Unified (2017) Ultraphonix - Original Human Music (2018) The End Machine - The End Machine (2019) - Phase2 (2021) Dirty Shirley - Dirty Shirley (2020) Совместные работы - Wicked Underground (2003) — с Джеффом Пилсоном - Christmas / Sarajevo (2009) — с The Stahlwerksinfonie Orchestra С другими артистами - Keule (1982) — Удо Линденберг и Panikorchester - Stars (1986) — Hear 'n Aid - Maximum Security (1987) — Тони Макалпин - Gemini (2006) — Лана Лейн - Killinger (2010) — Killinger - Raven Quinn (2010) — Рэйвен Куин - Break Away (2010) — Вилли Бассе |